# Лодзинське воєводство (1919—1939)

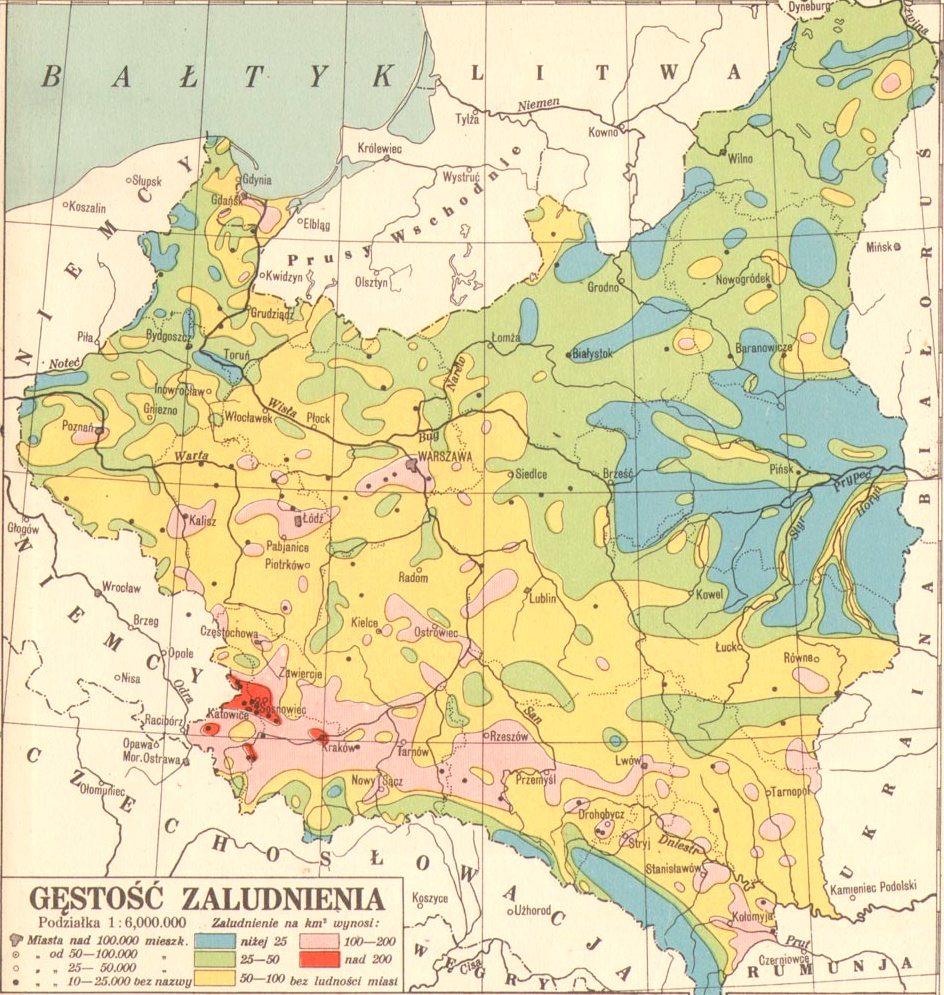
Польща, щільність населення, 1931

Лодзинське воєводство (пол. województwo łódzkie) — історична адміністративно-територіальна одиниця Польської Республіки, що існувала до вторгнення нацистів у Польщу 1939 року.

## Населення
Населення воєводства 1921 року становило 2 252 769 осіб.
Поділ населення за національністю:
- поляки — 1 873 629 (83,2 %)
- євреї — 270 437 (12,0 %)
- німці — 103 484 (4,6 %)

Поділ населення за віросповіданням:
- римо-католицьке — 1 734 117 (77 %)
- юдейське — 326 973 (14,5 %)
- євангелістське — 171 169 (7,6 %)
- менонітське — 12 024 (0,53 %)